# Innervisions
Innervisions ist ein Studioalbum des US-amerikanischen Soul-Sängers Stevie Wonder, das am 3. August 1973 auf dem Detroiter Plattenlabel Tamla-Motown erschien.

## Wissenswertes
Das Album wurde schnell ein großer kommerzieller Erfolg, so toppte es die „Black-Album“-Charts des Billboard-Magazins. Bei den Popalben erreichte es immerhin Platz 4. In Großbritannien erreichte es im September des Jahres mit Platz 8 seinen Höhepunkt. 1974 wurde Innervisions in den Kategorien „Album of the Year“ und „Best Engineered Non-Classical Recording“ mit einem Grammy ausgezeichnet. Heute gilt Innervisions als Klassiker der populären Musik und neben Songs in the Key of Life als Wonders bestes Werk. Auf der 2003 vom Rolling Stone veröffentlichten Liste der 500 besten Alben aller Zeiten war es mit #24 das höchstplatzierte Album des Musikers.
Von Innervisions wurden insgesamt vier Singles ausgekoppelt. Noch vor Veröffentlichung des eigentlichen Albums erschien im Juli 1973 Higher Ground mit der B-Seite Too High, das in den amerikanischen Billboard Hot 100 Platz 4, in den UK Top 40 Platz 29 erreichte. In den Staaten war Higher Ground damit die erfolgreichste Single des Albums. Living for the City kam im November auf den Markt. Es enthielt die B-Seite Visions und kam in den Staaten auf Platz 8, in Großbritannien auf Platz 15. Im April 1974 veröffentlichte Tamla zwei weitere Singles, eine in den USA, eine im Vereinigten Königreich. Die B-Seiten bestanden beide aus Songs, die nicht auf dem eigentlichen Album enthalten gewesen waren. Don’t You Worry 'Bout a Thing erreichte in den Billboard Hot 100 Platz 16. Die B-Seite Blame It on the Sun stammte ursprünglich von dem Album Talking Book von 1972. He’s Misstra Know-It-All/You Can’t Judge a Book by Its Cover kam in den UK Top 40 bis auf Platz 10.

## Titelliste
Alle Songs wurden von Stevie Wonder geschrieben.

### A-Seite
1. Too High – 4:37
2. Visions – 5:17
3. Living for the City – 7:26
4. Golden Lady – 5:00

### B-Seite
1. Higher Ground – 3:54
2. Jesus Children of America – 4:04
3. All in Love Is Fair – 3:45
4. Don’t You Worry 'Bout a Thing – 4:55
5. He’s Misstra Know-It-All – 6:06